# Kolkom (Boussou)
Pour les articles homonymes, voir Kolkom.
Kolkom est une commune rurale située dans le département de Boussou de la province du Zondoma dans la région Nord au Burkina Faso.

## Géographie
Kolkom se trouve à environ 10 km au nord de Boussou, le chef-lieu du département, et à 35 km au sud-ouest de Gourcy et de la route nationale 2. Le village forme un ensemble avec celui de Bangassé.

## Santé et éducation
Le centre de soins le plus proche de Kolkom est le centre de santé et de promotion sociale (CSPS) de Bangassé tandis que le centre médical se trouve à Gourcy.